# Найя, Хосе
Хосе́ На́йя (исп. José Naya, 25 июля 1896 — 29 января 1977) — уругвайский футболист, выступавший на позиции крайнего нападающего. Олимпийский чемпион 1924 года в составе сборной Уругвая.

## Биография
Хосе Найя на клубном уровне выступал за «Ливерпуль» из Монтевидео, за который дебютировал около 1916 года. Известно, что он не был участником первого состава Ливерпуля 1915 года. О других командах в клубной карьере Найи данных нет.
В 1924 году Хосе Найя в составе уругвайской делегации поехал в Париж, где сборная Уругвая завоевала золотые медали. На Олимпиаде помимо Найи в составе сборной выступили ещё два представителя «Ливерпуля» из Монтевидео, два защитника — Умберто Томассина (сыграл 2 игры) и Педро Этчегойен (резервный игрок). Сам Найя был дублёром Сантоса Урдинарана. Поскольку в игре первого круга против сборной Королевство сербов, хорватов и словенцев (7:0) Сантос получил небольшое повреждение, Найя играл на его позиции в следующих двух матчах — против США (3:0) в 1/8 финала и Франции (5:1) в 1/4 финала. В оставшихся двух матчах (полуфинал и финал) Сантос Урдинаран вернулся на поле. Таким образом, Хосе Найя стал чемпионом Олимпийских игр.
Хосе Найя умер 29 января 1977 года.

## Титулы
- Олимпийский чемпион (1): 1924